# Violon et Bougie
Violon et Bougie est une toile de Georges Braque réalisée en 1910 au début de sa période du cubiste dite Cubisme analytique. C'est une œuvre peu montrée dans les expositions et peu répertoriée dans les catalogues raisonnés sur l'œuvre de Braque car elle a été longtemps conservée dans une collection privée (la collection et n'a été acquise par le San Francisco Museum of Modern Art qu'en 1989.

## Contexte
Le fait que beaucoup d'œuvres de Braque aient été gardées dans des collections privées explique en partie les malentendus qui ont encore lieu sur l'importance de l'œuvre cubiste du peintre : « Les ouvrages de référence sur Braque sont rares ou minces, les articles se réduisent à un point presque comique, notamment celui de l'Oxford Companion to Art (1970) qui tient en quinze lignes. Les travaux de ses six dernières années ne sont pas catalogués dans la série des catalogues raisonnés édités par Maeght : 7 volumes qui s'arrêtent en 1957, ce qui est symptomatique d'un climat général. Un quart des œuvres d'avant 1957 répertoriées en 1997 par l'historien d'art anglais John Golding (1930-2012) ne se retrouvent pas dans le catalogue raisonné de 1957. À Paris, une rétrospective s'est tenue à l'Orangerie en 1973, et une au Musée national d'art moderne en 1982, et depuis, plus rien. Du moins pendant trente ans jusqu'à la rétrospective 2013 au Grand Palais. »
Le septième volume du catalogue raisonné auquel Alex Danchev fait allusion a été publié en 1982 chez Maeght Braque, le cubime par Nicole Worms de Romilly avec une introduction de Jean Laude. Il ne mentionne pas Violon et bougie dont on ignorait tout. Bernard Zurcher dans le copieux volume Braque, vie et œuvre, Office du livre de Fribourg éditeur, ne le mentionne toujours pas en 1988. C'est seulement en 1989 que l'on aura connaissance de ce tableau désormais exposé au SFMOMA.

## Description
Le cubisme analytique se prête mal à la description car la plupart du temps, les motifs qui donnent leur titre au tableau sont difficilement discernables ainsi que l'indique la notice du SFMOMA sur le tableau . Les éléments violon et bougie sont « clustered toward the center of a grid like armature. ». Traduction  : « ici, les éléments  de la nature morte (certains reconnaissables et certains impossible à identifier) sont ramassés au centre d'une armature quadrillée. »